# Les u Libeže
Přírodní památka Les u Libeže je chráněné území nalézající se nedaleko obce Libež v okrese Benešov. Důvodem ochrany je výskyt zvonku hadincovitého (Campanula cervicaria) včetně dalších zvláště chráněných druhů rostlin.